# Delieve, Halîci
Delieve (în ucraineană Делієве) este localitatea de reședință a comunei Delieve din raionul Halîci, regiunea Ivano-Frankivsk, Ucraina.

## Demografie
Componența lingvistică a localității Delieve
     Ucraineană (100%)
Conform recensământului din 2001, toată populația localității Delieve era vorbitoare de ucraineană (100%).